# Esenbeckia arcuata
Esenbeckia arcuata är en tvåvingeart som först beskrevs av Samuel Wendell Williston  1895.  Esenbeckia arcuata ingår i släktet Esenbeckia och familjen bromsar. Inga underarter finns listade i Catalogue of Life.